# Milan Vidmar

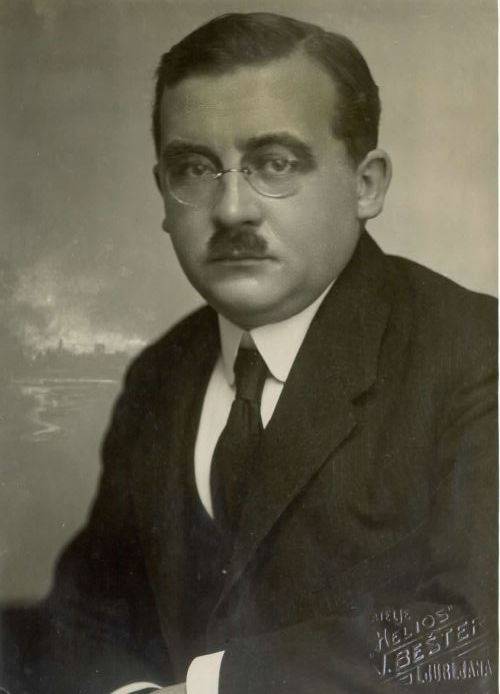
Milan Vidmar

Milan Vidmar sr. (Ljubljana, 22 juni 1885 - aldaar, 9 oktober 1962) was een Sloveense schaker. Hij werd geboren in Oostenrijk-Hongarije. Zijn beroep was elektrotechnisch ingenieur en hij woonde in Wenen.

## Biografie
In 1906 werd hij FIDE-meester. Hij behaalde een aantal successen in Berlijn (1922), Londen (1923) en Hastings (1925). In 1939 werd hij kampioen van Joegoslavië. Milan Vidmar won in 1937 een correspondentieschaaktoernooi. Na een debacle in het sterk bezette toernooi in Groningen (1946) ruilde hij de schaakstukken in voor transformatoren: hij was een geslaagd zakenman. Van 1975 tot 1978 organiseerde de ICCF het "Dr Milan Vidmar Memorial", een correspondentieschaaktoernooi met 15 deelnemers dat gewonnen werd door Gedeon Barcza en Peter Dubinin.

## Opening
De grootmeester heeft ons de Vidmar variant in het geweigerd damegambiet nagelaten: de zetten: 1.d4 d5 2.c4 e6 3.Pc3 Pf6 4.Lg5 Le7 5.e3 0-0 6.Pf3 Pbd7 7.Tc1 c6 8.Ld3 dc 9.Lc4 Pd5 10.Le7 De7 11.00 Pc3 12.Tc3 e5 13.Dc2 (diagram)

## Onderzoeksinstituut
In 1948 werd in de Sloveense hoofdstad op initiatief van Milan Vidmar een instituut voor onderzoek naar elektriciteit opgericht, dat tegenwoordig het Milan Vidmar Electro Instituut heet.

## Familie
Zijn zoon Milan Vidmar jr. werd eveneens een bekend schaker. De broer van Milan, Josip Vidmar, was een van de belangrijkste initiatiefnemers tot de oprichting van het Sloveense Bevrijdingsfront (Sloveens: Osvobodilna fronta) aan het begin van de Tweede Wereldoorlog.